# 彼得·霍恩 (草地滚球运动员)
彼得·霍恩（英語：Peter Horne，20世纪—），新西兰男子草地滚球运动员。他曾代表新西兰参加1988年和1996年夏季残疾人奥林匹克运动会草地滚球比赛，获得一枚金牌和一枚铜牌。